# Submegoura
Submegoura är ett släkte av insekter som beskrevs av Hille Ris Lambers 1953. Submegoura ingår i familjen långrörsbladlöss.
Släktet innehåller bara arten Submegoura heikinheimoi.